# Мряка

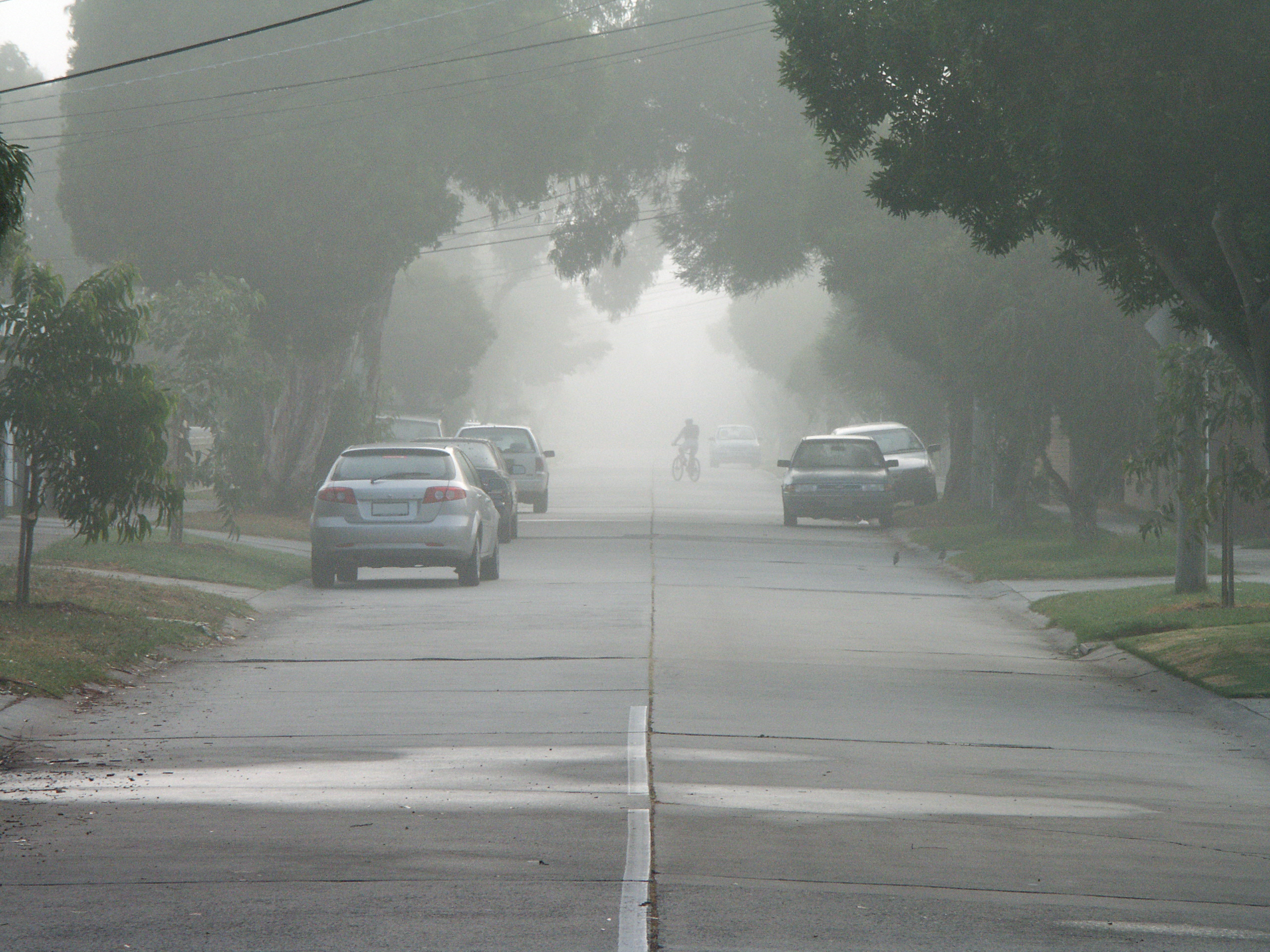
Типовий вид вулиці за мряки — у повітрі зависає аерозоль, що повільно опускається на землю

Мря́ка, або мжи́чка — густий дрібний дощ, краплини якого немов перебувають у завислому стані. Це опади з дуже дрібненьких краплин або дрібнесеньких сніжинок (від 0,05 до 0,5 мм). Швидкість падіння крапель настільки мала, що вони здаються завислими у повітрі. Інтенсивність осадів за мряки невелика і становить 0,05-0,25 мм/год.
Оскільки мряка схожа на туман, то часом мрякою називають саме звичайний туман у стадії, близькій до його конденсації, особливо в сутінках.

## У художній літературі
«Сірий осінній ранок куривсь дрібною мжичкою» (Михайло Коцюбинський, II, 1955, 244); «Дощ у цю хвилину майже припинився, сіялася лише мжичка, заснувавши дрібною сіткою далеку перспективу вулиці» (Юрій Смолич, Мир.., 1958, 495); «Був густий туман, і якась уїдлива сиза мжичка запорошила одяг, інеєм осіла на чубах» (Василь Козаченко, Серце матері, 1947, 100)